# Ульмер, Жорж
Жорж Ульмер (фр. Georges Ulmer, настоящее имя фр. Jorgen Frederick Ulmer, родился 16 февраля 1919 года в Копенгагене, Дания, умер 29 сентября 1989 в Марселе, (Bouches-du-Rhône), Франция) — французский композитор, автор либретто, актёр. Французский гражданин датского происхождения. Отец певицы Лауры Ульмер.
Получилось так, что в связи с жизненными обстоятельствами молодой Йорген рос в Испании, там же он начал работать как музыкальный исполнитель, автор и композитор мелодий к фильмам. Получил известность, благодаря песне «Pigalle» (1944), которую он написал в соавторстве с поэтом Géo Koger и обработал с Guy Luypaerts. Кроме его собственной интерпретации, песню также исполняли Jean Sablon, Charles Dumont, Franck Pourcel, Paul Anka, Bing Crosby, Petula Clark, Сильвио Берлускони и многие другие.